# Grupo Símbolo
O Grupo Símbolo ou Editora Símbolo é uma empresa fundado em 1987 em São Paulo por Joana Woo e responsável por criar marcas editoriais.
Em 2009 o quadro de pessoal era composto por cerca de 30 jornalistas que em fevereiro deste ano entraram em greve (posteriormente legalizada pelo Tribunal Regional do Trabalho) reivindicando o pagamento de salários atrasados. A editora alegou problemas de caixa e o tribunal aceitou o parcelamento da dívida. Os jornalistas decidiram aceitar a suspensão do contrato de trabalho.

## Trajetória
A editora criou várias marcas que fazem parte do portfólio das maiores editoras do país. São elas:
Anos 80/90
- Corpo a Corpo - 1987 (primeira revista de qualidade de vida do país)
- Atrevida - 1994 (pioneira em comportamento adolescente)
- Dieta Já - 1996 (primeira revista segmentada de dietas)
- Revista Raça Brasil - 1996 (a revista que afirmou o orgulho de milhões de negros brasileiros, influenciou a opinião pública e mudou a visão da mídia)
- Tititi - 1998 (a primeira revista popular de novelas brasileira)

Anos 2000
- Uma - 2000 (a mulher brasileira contemporânea em todas as suas faces)
- Um - 2005 (o homem brasileiro contemporâneo em todas as suas faces)
- Girl - 2008 (a teen da nova era, muito mais conectada e ativa socialmente)
- Baby & Cia - 2008 (a única revista completa para um momento muito especial)
- Chiques&Famosos - 2008 (uma revista de celebridades com conteúdo)
- Donna - 2008 (única no segmento da Gestora do Lar)
- Revista Zero - 2008 (uma revista de beleza  completa e sem estereótipos)
- Barbara - 2009 (a mulher adulta, exigente no consumo de informação)
- Mulher Executiva - 2009 (a única revista de negócios exclusiva para mulheres)
- Vitta - 2009 (a revista de saúde, do corpo e da mente, para a mulher moderna)
- Ouse - 2009 (aborda todo o universo da garota que está entrando no universo adulto e conhecendo a vida profissional)
- Beauty Secrets - 2009 (guia de bolsa. Focada em cabelo, maquiagem e moda, se torna completa no conteúdo de dicas de serviços)